# Деметрий I Аникет
Деметрий I (др.-греч. Δημήτριος Α`) — греко-бактрийский царь II века до н. э.

## Биография
Сын Евтидема I. По свидетельству Полибия Деметрий завершил переговоры своего отца с Антиохом III, вторгшимся на территорию Бактрии. Деметрий произвёл на сирийского царя благоприятное впечатление, и Селевкид скрепил союз династическим браком, выдав за царевича одну из своих дочерей.
В начале II века до н.э. Деметрий распространил свою власть на южные склоны Гиндукуша, захватив Арахозию, которая после падения Маурья принадлежала индийской династии Шунга. По одной из версий, причиной вторжения стала защита буддийского учения. Деметрий совершил поход вглубь индийских территорий, едва не достигнув столицы Паталипутры. Страбон называет Деметрия, равно как и Менандра I, величайшим завоевателем Индии, а Юстин награждает Деметрия званием «царя индов», подчёркивая значение его завоеваний. Свидетельство античных источников подтверждается и индийскими надписями. Царь присваивает себе эпитет «Непобедимый» — именно этими словами украшена легенда многих двуязычных монет, а на его голове появляется шлем в виде головы слона.
Территория государства Деметрия I расширилась до внушительных размеров. Она включала в себя Бактрию, Согдиану, Арахозию, Паропамисады, Гандхару и оставшийся бассейн Инда. При Деметрии Греко-Бактрия стала контролировать не только сухопутные торговые пути из Индии в страны Средиземноморья, но и морской пусть по Аравийскому морю.
По сообщению Юстина, у царя была армия в шестьдесят тысяч воинов. При Деметрии и ближайших преемниках вырабатывается новая идеология, по которой обожествляются предыдущие греко-бактрийские цари, и династия Евтидемидов возводится к Селевкидам и даже к самому Александру Македонскому.
В 171 году до н. э. в Бактрии поднимает мятеж стратег Эвкратид I, так что Деметрию приходится остаться в верховьях Инда и образовать Индо-греческое царство. Источники прямо не отвечают на вопрос о причине падения власти Деметрия. Скорее всего, политика, основанная целиком на новых завоеваниях, вместо решения задачи укрепления границы с северными кочевниками и Парфией не отвечала интересам бактро-согдийского и греческого населения.
По другим версиям, например, высказанной Нарайном, Эвкратид уже имел дело с преемником Деметрия I Деметрием II, которого он победил, и именно его потомки уже правили Индо-греческим царством вплоть до его падения. Однако деятельность Деметрия II никак не отражена в письменных источниках и прослеживается только по данным нумизматики.